# Голяма белочела гъска
Голямата белочела гъска (Anser albifrons) е едър представител на семейство Патицови, разред Гъскоподобни.

## Физическа характеристика
Тежи между 1,4 и 3,3 kg. Дължина на тялото 65 – 78 cm, размах на крилете около 130 – 165 cm. Няма изразен полов диморфизъм. Отличава се от другите представители на род Гъски по по-голямото и забележимо бяло петно на челото и черните петна по гърдите и корема. Издава висок, звънлив крясък: „клинг, клинг“.

## Разпространение и местообитание
Широко разпространена и с висока численост в Европа, Азия и Северна Америка, среща се и в България. Типична прелетна птица.
Гнезди в открити местности в тундрата в близост до морски бряг или влажна зона. По време на зимуване се храни в обработваеми земи и други тревни площи, а нощува в блата, езера, язовири, по-рядко в реки и крайбрежни морски води.

## Начин на живот и хранене
Приема предимно растителна храна, зърнени, понякога дори нанася щети на селскостопанските култури.

## Размножаване
Началото на гнезденето е обикновено през втората половина на юни. Малките се излюпват през втората половина на юли. Гнездото си построява директно на земята в равнините. Представлява ямка, бедно застлана със суха трева, мъх, пух и малки перца. Снася от 3 до 6 яйца. Мъти 27–28 дни, като по време на мътенето и отглеждането на малките, мъжкия се държи заедно с женската. Малките се излюпват достатъчно развити за да могат да се придвижват и хранят самостоятелно. През август когато са се излюпили малките, Голямата белочела гъска образува смесени ята с други видове гъски и патици в близост до различни водни басейни.

## Допълнителни сведения
Ловен обект в България.